# Марк Деттон
Марк Деттон (фр. Marc Detton, 20 лютого 1901 — 24 січня 1977) — французький академічний веслувальник.
Срібний призер Олімпійських Ігор 1924 року в складі парної двійки.
Чемпіон Європи 1925 року в складі парної двійки, срібний призер 1924 року в одиночці, бронзовий призер 1922 року в одиночці.